# 蜀枣
蜀枣（学名：Ziziphus xiangchengensis）为鼠李科枣属下的一个种。

## 扩展阅读
- 維基物種上的相關：蜀枣